# دودی اسمیت

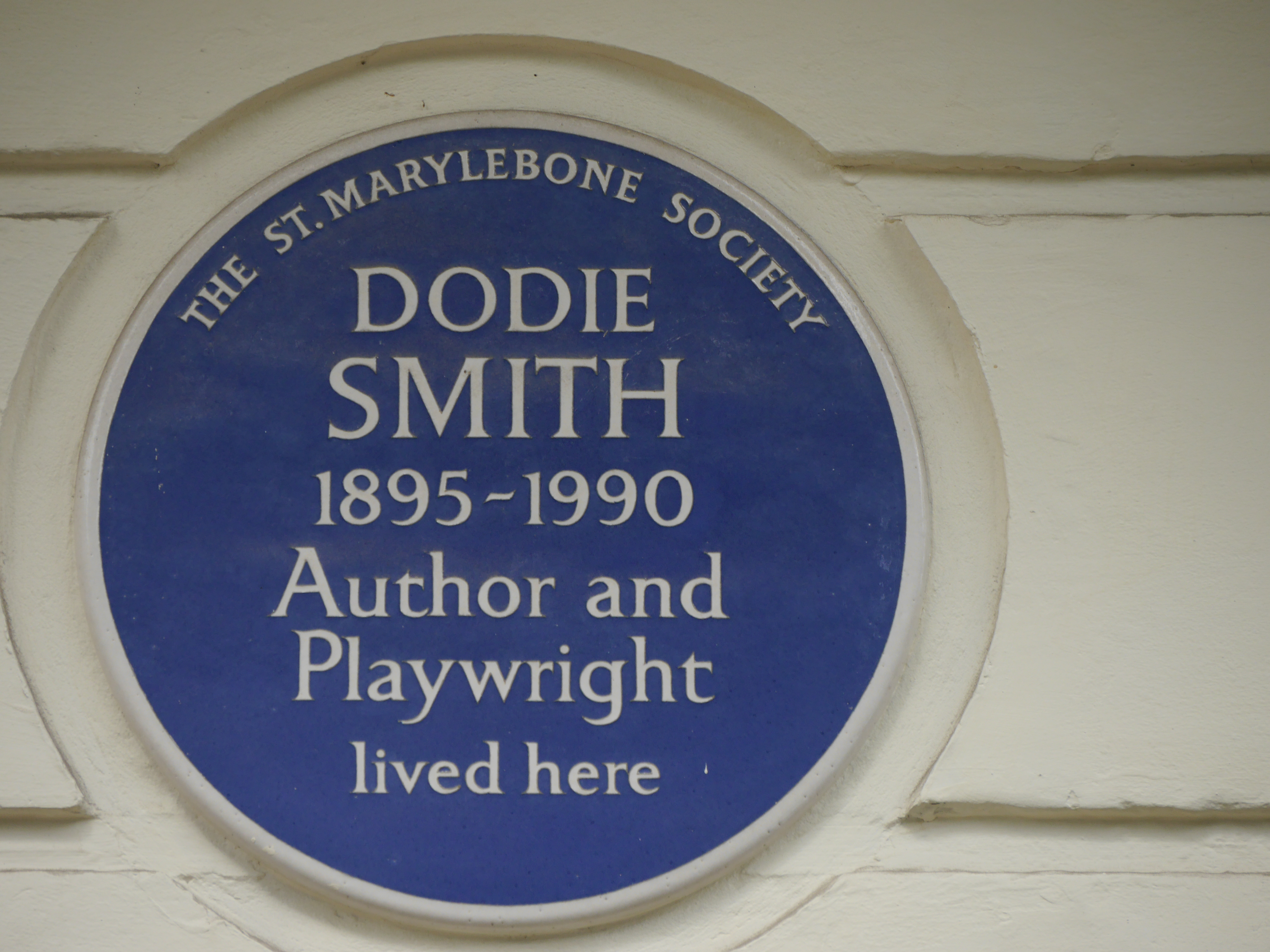
دودی اسمیت

دودی اسمیت (انگلیسی: Dodie Smith؛ ۳ مهٔ ۱۸۹۶ – ۲۴ نوامبر ۱۹۹۰) یک نویسنده، و پدیدآور اهل بریتانیا بود. برجسته‌ترین آثار او صد و یک سگ خالدار و قلعه را تسخیر می‌کنم هستند. کتاب قلعه را تسخیر می‌کنم در رای‌گیری بازخوانی بزرگ شبکه بی‌بی‌سی در سال ۲۰۰۳، به عنوان ۸۲امین کتاب مهم تاریخ ادبیات بریتانیا انتخاب شد. همچنین دودی اسمیت با این کتاب در رای‌گیری جایزه ادبیات داستانی زنان در سال ۲۰۱۴ به عنوان دهمین نویسنده زن برجسته انتخاب شد که بیشترین تأثیر را بر روی خوانندگان آثار خود گذاشته‌است.

## فهرست آثار

### رمان
- قلعه را تسخیر می‌کنم :۱۹۴۸
- صد و یک سگ خالدار :۱۹۵۶
- ماه نو با ماه کامل : ۱۹۶۳
- برج شکوفه : ۱۹۶۵
- پارس نور ستاره : ۱۹۶۷
- داستان دو خانواده : ۱۹۷۰
- دختری از کاندل-لیت بث : ۱۹۷۸
- بچه گربه‌های نیمه‌شب : ۱۹۷۸

### نمایش‌نامه‌های رادیویی و تلویزیونی
- ناخوانده ، نوشتهٔ اسمیت و فرانک پارتوس : ۱۹۴۹
- عزیزم چطوری میتونی! نوشتهٔ اسمیت و لسر ساموئلز : ۱۹۵۱

## فیلم‌های اقتباس شده از آثار دودی اسمیت
- پیش به سوی جلو : ۱۹۳۳
- اختاپوس عزیز : ۱۹۴۳
- صد و یک سگ خالدار : ۱۹۶۱
- ۱۰۱ سگ خالدار : ۱۹۹۶
- قلعه را تسخیر می‌کنم : ۲۰۰۳

دنباله‌های فیلم بی‌ارتباط با کتاب اسمیت
- ۱۰۲ سگ خالدار : ۲۰۰۰
- ۱۰۱ سگ خالدار ۲ : ۲۰۰۳
- کروئلا : ۲۰۲۱